# Concevreux
Concevreux es una comuna francesa, situada en el departamento de Aisne, de la región de Alta Francia.

## Demografía
| 173 | 170 | 167 | 152 | 159 | 201 | 226 | 259 | 283 |
| Para los censos de 1962 a 1999 la población legal corresponde a la población sin duplicidades (Fuente: INSEE [Consultar]) |     |     |     |     |     |     |     |     |